# Timaima Tamoi
Timaima Tamoi (* 30. November 1987 in Suva) ist eine fidschianische Siebener-Rugby-Spielerin.

## Biografie
Tamoi entstammt dem Dorf Ketei auf der Insel Totoya der Lau-Inseln, wurde aber in Suva geboren. Hier machte sie auch den Schulabschluss an der Laucala Bay Secondary School.
2012 trat sie in den Central Chiefs Women’s Rugby Club ein und spielte dort bis 2014, als sie in die Siebener-Rugby-Nationalmannschaft der Frauen gewählt wurde. 2015 nahm sie an dem internationalen Turnier Canada Women’s Sevens teil. Es folgte die Wahl in das Team für die Olympischen Spiele 2016 in Rio de Janeiro. Erstmals war Siebener-Rugby als olympische Disziplin zugelassen, die Frauenmannschaft mit Tamoi erreichte dabei einen achten Platz, während die Herrenmannschaft eine erste Goldmedaille für Fidschi errang.